# 1139-1130 v.Chr.
De jaren 1139-1130 v.Chr. (van de christelijke jaartelling) zijn een decennium in de 12e eeuw v.Chr..

## Gebeurtenissen

### Mexico
- 1139 v.Chr. - De datum 5.0.0.0.0 is de oudste die genoemd wordt op het gewelf van de "Tempel der Inscripties" van de Mayastad Tikal. De betekenis is niet duidelijk maar mogelijk verwijst het naar een belangrijke gebeurtenis uit de geschiedenis van de Olmeken die herinnerd wordt. De vroege staten van de Golf beleven een bloeitijd.[1]

### Babylonië
- 1138 v.Chr. - Koning Nebukadnezar I herstelt de onrust in het koninkrijk, het beeld van de oppergod Marduk keert terug naar Babylon.

### Assyrië
- 1138 v.Chr. - Koning Mutakhil Niskhu (1138 - 1128 v.Chr.) regeert over het Assyrische Rijk.

### Egypte
- 1136 v.Chr. - Koning Ramses VIII (1136 - 1131 v.Chr.) de zevende farao van de 20e dynastie van Egypte.
- 1133 v.Chr. - Het Egyptische Rijk verkeert in grote economische problemen, verval van het koninklijk gezag.
- 1131 v.Chr. - Koning Ramses IX (1131 - 1112 v.Chr.) de achtste farao van Egypte (20e dynastie).
- 1130 v.Chr. - Tijdens de regering van Ramses IX wordt de koninklijke necropool geplunderd.

## Verwijzingen
1. ↑  The Ancient Maya, Robert J. Sharer, Stanford University Press 1994, ISBN 0-8047-2130-0

<< · 1199-1190 · 1189-1180 · 1179-1170 · 1169-1160 · 1159-1150 · 1149-1140 · 1139-1130 · 1129-1120 · 1119-1110 · 1109-1100 · >>